# Tresson

Tresson este o comună în departamentul Sarthe, Franța. În 2009 avea o populație de 481 de locuitori.